# Van Canto
Van Canto is een a capella metalband uit Duitsland, opgericht in 2006. De band bestaat uit vijf zangers (voorheen vier), één zangeres en een drummer.

## Betekenis "Van Canto"
"Canto" komt van het Latijnse woord cantare en betekent "ik zing". "Van" heeft in de naam geen specifieke betekenis. Dit hebben ze gebruikt omdat de bandnaam dan beter klinkt.
Van Canto combineert a-capellazang met heavy metal en creëert daarmee naar eigen zeggen "metal a capella". Twee van de vijf zangers (één zanger en de zangeres) verzorgen de daadwerkelijke zang terwijl de overige drie zangers met hun stem de instrumenten (gitaar en basgitaar) imiteren met behulp van versterkers.

## Geschiedenis

### De vorming en het eerste album
De band is opgericht in 2006 door Stefan Schmidt. Het debuutalbum A Storm to Come kwam in december 2006 uit. Op dit album staan naast eigen composities ook coverversies van bijvoorbeeld Metallica's Battery. In het jaar 2007 volgden er optredens op onder andere Bochum Total, RockHarz-festival, dem Dong Open Air en Steel Meets Steel. Daarnaast speelde de band dat jaar samen met Nightwish op het On a dark winter night festival.

### De grote deal en het tweede album
In 2007 tekende Van Canto een contract bij GUN Records/Sony BMG. A Storm to Come werd in december 2007 opnieuw uitgegeven. Hierin maakt Bastian Emig zijn debuut als vervanger van drummer Dennis Strillinger. 
In 2008 begint de band aan een tour door Brazilië en talrijke optredens op metalfestivals in Duitsland. Ze speelden onder andere op het Duitse Wacken Open Air. Ook wordt er met Charlie Bauerfeind in de Twilight-Hall-Studios van Blind Guardian gewerkt aan het tweede album, Hero,  dat in 2008 wordt gerealiseerd. Op dit album staan gecoverde nummers van onder andere Nightwish, Manowar, Iron Maiden en Deep Purple, alsmede een cover van Blind Guardians Bard's Song. Hansi Kürsch van Blind Guardian had een gastoptreden bij door het Van Canto geschreven lied Take to the Sky. Ook wordt in 2008 de eerste videoclips van Speed of Light en Wishmaster (Nightwish cover) werkelijkheid. 
Vanaf herfst 2008 tot juli 2009 toert de band door Duitsland, Oostenrijk en Zwitserland.

### Wissel naar Napalm records en het derde album
Op 19 augustus 2009 kondigt Stefan Schmidt op het fanportal Metalcon aan, dat Van Canto opnieuw in de Twilight-Hall-Studios van Blind Guardian onder regie van Charlie Bauerfeind een derde studioalbum gaat maken. Hierbij wordt ook bekendgemaakt dat de band van GUN Records de overstap maakt naar Napalm Records. Op 26 februari 2010 komt het nieuwe album Tribe of Force tegelijkertijd met de voorgaande albums A Storm to Come en Hero uit.
Op dit nieuwe album staan dertien nummers, waaronder covers van Grave Diggers Rebellion en Metallica's Master of Puppets. Chris Boltendahl (Grave Digger), Tony Kakko (Sonata Arctica) en Victor Smolski (Rage) hebben een gastoptreden op het album.
Het nummer Magic Taborea is het eerste nummer van de band met orkestbegeleiding en wordt het officiële lied van het computerspel Runes of Magic.
Tribe of Force stijgt tot plaats drieëntachtig in de Duitse albumlijst.
In maart en april 2010 speelt de band Tour of Force in dertien Duitse staten. De tour sluit af in het uitverkochte Zeche Carl in Essen, waar 650 mensen op afkomen.
Na enige festival terreinen in de zomer gaat Van Canto in oktober 2010 met Blind Guardian op tournee.

### Het vierde album
Het vierde album, "Break the Silence", wordt volgens de planning eind september 2011 uitgebracht, gevolgd door de Out of the Dark tour met Tristania, Revamp, Xandria en Amberian Dawn. Deze tour zal Duitsland, Groot-Brittannië, Italië, Frankrijk, België (8 oktober 2011, Biebob, Vosselaar), Hongarije, Tsjechië en Nederland (7 oktober 2011, Patronaat, Haarlem) aandoen.
Buiten deze tour geeft Van Canto in 2011 nog een aantal optredens:
- 28 mei, Bad Kreuznach, Duitsland (het 100e optreden, alleen toegankelijk voor fanclub leden)
- 3-4 juni, Rockstad Falun, Zweden (met Sabaton, Grave Digger en Freedom Call)
- 18 juni, Rock in Concert Open Air, Lichtenfels, Duitsland (met In Extremo en Subway to Sally)
- 2 juli, Castle Rock, Mulheim, Duitsland (met Oomph en Moonspell)
- 23 juli, Das Fest, Karlsrühe, Duitsland
- 30 juli, Rengsdorfer Rock, Duitsland
- 4-6 augustus, Wacken Open Air, Duitsland

### Het vijfde album
Het vijfde album, "Dawn of the Brave", werd uitgebracht in februari 2014. Het heeft 9 eigen liedjes en 4 cover versies: Paranoid van Black Sabbath, The Final Countdown van Europe, Holding out for a Hero van Bonnie Tyler, en Into the West van Annie Lennox van de soundtrack van de film The Lord of the Rings: The Return of the King.

### Het zesde album
Het zesde album, "Voices of Fire", is een metal vocal musical/opera, wat op 11 maart 2016 werd uitgebracht in samenwerking met John Rhys-Davies (beter bekend als Gimli uit de The Lord of the Rings filmreeks en als Sallah uit de Indiana Jones filmreeks), de Metro Voices (een Engels koor uit Londen), 1 van de kinderkoren van Chorakademie Dortmund (een Duitse koorschool) en de Duitse boekenschrijver Chrisoph Hardebusch, die ook het bijbehorende boek Feuerstimmen heeft geschreven, wat op 18 maart 2016 via de Duitse uitgeverij Piper Verlag werd uitgebracht.

## Bandleden

### Huidige leden
- Inga Scharf – zangeres (2006-heden)
- Stefan Schmidt – lagere "rakkatakka" vocals, "wahwah" solo gitaar vocals (2006-heden)
- Ross Thompson – hogere "rakkatakka" vocals (2006-heden)
- Jan Moritz – lage "dandan" vocals (2015-heden)
- Bastian Emig – percussie/drums (2007-heden)
- Ingo "Ike" Sterzinger – lage "dandan" vocals (volledig lid: 2006–2015, studiolid en bij sommige concerten: 2017-heden)
- Hagen "Hagel" Hirschmann – zanger, grunter (2017–heden)

### Voormalige leden
- Dennis Strillinger – drums (2006–2007)
- Philip Dennis "Sly" Schunke – zanger (2006-2017)

## Discografie
- A Storm to Come (2006)
- Hero (2008)
- Tribe of Force (2010)
- Break the Silence (2011)
- Dawn of the Brave (2014)
- Voices of Fire (2016)
- Trust in Rust (2018)
- To the Power of Eight (2021)